# PayPay
PayPay Corporation (jap. PayPay株式会社 PayPayKabushiki-gaisha) – japońskie przedsiębiorstwo zajmujące się rozwojem usług płatności elektronicznych należące do LY Corporation. Firma została założona w 2018 roku jako spółka typu joint venture między SoftBank Group i Yahoo! Japan za pośrednictwem Z Holdings, ich spółki holdingowej.
W październiku 2018 r. firma uruchomiła usługę płatności opartą na kodach QR i kodach kreskowych, która została opracowana we współpracy z Paytm, indyjską firmą świadczącą usługi płatnicze.

## Aplikacja
Z poziomu aplikacji na smartfona użytkownicy łączą swoje konto bankowe i dodają pieniądze do swojego konta PayPay. W punkcie sprzedaży użytkownik realizuje płatność, skanując kod QR albo prosząc sprzedawcę o zeskanowanie kodu kreskowego na smartfonie.

## Incydent związany z cyberbezpieczeństwem
Serwer PayPay padł ofiarą ataku hakerskiego pochodzącego z Brazylii 28 listopada 2020 roku. Według operatora PayPay serwer zawierający dane osobowe i finansowe całej bazy użytkowników został naruszony. Firma przyznała, że błędy w konfiguracji doprowadziły do nieautoryzowanego dostępu do informacji. Operator usługi został następnie powiadomiony o incydencie i wprowadził kroki zapobiegawcze.